# Budtjärnen (Husby socken, Dalarna)
Budtjärnen är en sjö i Hedemora kommun i Dalarna och ingår i Dalälvens huvudavrinningsområde.